# Борисов, Пантелеймон Михайлович
Пантелеймон Михайлович Борисов — советский государственный деятель на Украине. Народный комиссар торговли Украинской ССР. Член Ревизионной комиссии КП(б)У в 1940—1949 г.

## Биография
Член ВКП(б) с 1927 года.
В 1938—1944 г. — народный комиссар торговли Украинской ССР.
На XV съезде КП(б)У 17 мая 1940 года избран членом Центральной Ревизионной комиссии КП(б) Украины.
В марте 1944 — марте 1947 г. — председатель Исполнительного комитета Николаевского областного совета депутатов трудящихся.
На 1963 год — начальник управления Главного управления геологии и охраны недр при Совете Министров РСФСР.

## Награды
- Орден Отечественной войны 1-й степени (1945) — за успешное выполнение плана хлебозаготовок 1944 года.

## Ссылка
- Справочник по истории Коммунистической партии и Советского Союза 1898—1991
- Память народа